# Victoria Principal
Vicki Ree Principal, (Fukuoka, 3 de enero de 1950) más conocida como Victoria Principal, es una actriz estadounidense, más conocida por su papel como Pamela Barnes Ewing, Pam, en la serie de drama de la CBS Dallas, entre 1978 y 1987.

## Biografía
Nacida en una base militar de la fuerza aérea estadounidense en Japón en 1950, fue la mayor de dos hermanos, hijos de Víctor Principal y Bertha Ree Veal. Es de origen inglés e italiano. Su padre era sargento de la Fuerza Aérea y, como la mayoría de los militares, él y su familia se trasladaron a menudo, viviendo en Londres, Florida, Puerto Rico, Massachusetts y Georgia, entre otros lugares. Ambas hermanas asistieron a diecisiete escuelas diferentes. Estudió en la Academia Real de Ballet en Inglaterra.
Actuó en un anuncio comercial con cinco años y comenzó a trabajar de modelo mientras estudiaba en la escuela secundaria. Posteriormente, se inscribió en el Miami-Dade Community College con la intención de estudiar Medicina y continuó como modelo, ganando el título de Miss Miami 1969. Sin embargo, las graves lesiones sufridas en un accidente de coche le hicieron reorientar su energía en actuar, para lo cual se trasladó a la ciudad de Nueva York, donde trabajó como modelo y actriz. Estudió en la Academia Real de Arte Dramático y luego se mudó a Los Ángeles (California) en 1971.

### Actuaciones
Su primera película fue en México como amante del personaje de Paul Newman en el filme de John Huston The Life and Times of Judge Roy Bean (El juez de la horca), dentro de un gran plantel de estrellas (Ava Gardner, Jacqueline Bisset, Stacy Keach, entre otros). Por este papel, obtuvo un Globo de Oro. Durante este rodaje, tuvo un breve idilio con Anthony Perkins, el famoso protagonista Psicosis, de Alfred Hitchcock, el cual llegaría a afirmar que Victoria fue su primera aventura heterosexual.
Su siguiente película fue The Naked Ape (1973), con Johnny Crawford. Ese mismo año posó desnuda para la revista Playboy como parte de la promoción del filme. Posteriormente, alegó que no había leído la letra pequeña de su contrato para The Naked Ape cuando firmó; dicho contrato requería posar para un desnudo.
En 1974, tras una pausa, obtuvo un papel secundario en la exitosa película épica Terremoto (1974), protagonizada por Charlton Heston y Ava Gardner. Otros filmes de su historial, ambos de 1976, son Vigilante Force (con Kris Kristofferson) y I Will, I Will...for Now (1976), con Elliott Gould y Diane Keaton. Decepcionada con su carrera, dejó temporalmente de actuar para trabajar como agente.
Aaron Spelling le ofreció un papel en la serie La Isla de la fantasía, para el que se mostró de acuerdo, y luego llegó el papel de Pamela Ewing en Dallas. Su papel de Pamela Barnes Ewing fue el punto dramático de apoyo de toda la serie, en la que un matrimonio en el clan de la familia Ewing causa fisuras que estallan durante años en el rancho Southfork. En 1983, Victoria ganó un Globo de Oro como Mejor actriz por su papel en la serie.

### Empresaria
Cuando Principal firmó el contrato para trabajar en Dallas, se omitió la cláusula que otorgaba a la productora Lorimar el consentimiento y el derecho de beneficiarse de sus trabajos externos. Ella dijo: «Como resultado de ello, yo era la única persona en el reparto que hizo anuncios comerciales, que estuvo haciendo películas durante la semana, que escribió libros, los cuales me pertenecen. Mantuve el control y la propiedad de mi imagen. Nadie era mi dueño».
Dejó Dallas después de nueve años y comenzó su propia empresa de producción, Victoria Principal Productions, aunque aún siguió trabajando como actriz. Tras el matrimonio con un cirujano plástico de Hollywood, Harry Glassman, el 23 de junio de 1985, se volvió más interesada en la belleza natural, y promovió una línea de productos para el cuidado de la piel. Ha escrito tres libros sobre belleza y el cuidado de esta.
A finales de 1999, prestó su voz para la serie animada Family Guy, en la que hizo el papel de Pam Ewing, su famoso rol en Dallas, parodiando la tristemente célebre «escena de la ducha» en la que ella soñaba a su marido de Dallas.
Apareció también en la serie de televisión NBC Titanes con Yasmine Bleeth en 2000, y en 1990 en la película televisiva El precio de la pasión, en la que actuó el alcalde de Albuquerque, Nuevo México. En la serie de televisión animada South Park, aparece una escuela llamada Victoria Principal.

## Vida privada
Victoria Principal comenzó a salir con Christopher Skinner en 1978, cuando actuó con él en Dallas. Después de un período muy breve, se casó con él. Pero, más tarde, se divorció en 1980. Durante algunos años, fue pareja del músico Andy Gibb (hermano menor de los componentes del trío Bee Gees). Tras su ruptura, se casó con el cirujano plástico Harry Glassman tras tres años de relación. No tuvieron hijos.
En enero de 2003, su marido fue detenido por un cargo de violencia doméstica. El 27 de mayo de 2006, presentó una demanda de divorcio 21 años después de casados, separándose en marzo de 2006 por diferencias irreconciliables. 
El 27 de diciembre de 2006, se acordó el divorcio entre ambas partes después de que Glassman, llamado Dr. McGreedy por la prensa, aceptase la casa de Victoria en Beverly Hills y aproximadamente 25 millones de dólares. Victoria Principal vive actualmente en Malibú y tiene casas en Utah y Suiza. Además, mostró interés en capacitarse para los vuelos espaciales comerciales de la empresa de Richard Branson, y está previsto que sea una de las primeras mujeres astronautas civiles.
Los biógrafos del actor Anthony Perkins, reconocido homosexual, mencionan a Victoria Principal como su primera relación con una mujer. A raíz de esta relación, Perkins se definió como bisexual y contrajo matrimonio con una hermana de Marisa Berenson.

## Filmografía

### Cine
| Año  | Título                                  | Rol               |
| ---- | --------------------------------------- | ----------------- |
| 1972 | The Life and Times of Judge Roy Bean    | Maria Elena       |
| 1973 | The Naked Ape                           | Cathy             |
| 1974 | Terremoto                               | Rosa Amici        |
| 1976 | I Will, I Will... for Now               | Jackie Martin     |
| 1976 | Vigilante Force                         | Linda Christopher |
| 1998 | Michael Kael vs. the World News Company | Leila Parker      |

### Televisión
| Año        | Título                                          | Rol                              | Notas |
| ---------- | ----------------------------------------------- | -------------------------------- | --- |
| 1973       | Love, American Style                            | Valerie Stephens                 | 2 episodios |
| 1973       | Love Story                                      | Karen                            | Episodio: «When the Girls Came Out to Play» |
| 1974       | Banacek                                         | Brooke Collins                   | Episodio: «Fly Me - If You Can Find Me» |
| 1975       | Last Hours Before Morning                       | Yolanda Márquez                  | Película para televisión |
| 1977       | La isla de la fantasía                          | Michelle                         | Episodio piloto |
| 1977       | The Night They Took Miss Beautiful              | Reba Bar Lev                     | Película para televisión |
| 1978-1987  | Dallas                                          | Pamela Barnes Ewing              | Personaje secundario, 251 episodios Nominada - Globo de Oro a la mejor actriz de serie de televisión - Drama (1983) Nominada - Premio Soap Opera Digest a la actriz sobresaliente en un rol principal en una serie de prime time (1986) Nominada - Premio Soap Opera Digest a la pareja favorita en prime time (1988) |
| 1979       | Greatest Heroes of the Bible                    | Reina Ester                      | Episodio: «The Story of Esther» |
| 1979       | Hawaii Five-O                                   | Dolores Kent Sandover            | Episodio: «The Year of the Horse» |
| 1980       | Pleasure Palace                                 | Patti Flynn                      | Película para televisión |
| 1982       | Not Just Another Affair                         | Dra. Diana Dawson                | Película para televisión |
| 1982       | Fridays                                         | Ella misma                       | Show de la ABC de comedia de variedades en vivo |
| 1987       | Mistress                                        | Rae Colton                       | Película para televisión |
| 1989       | Naked Lie                                       | Joanne Dawson                    | Película para televisión |
| 1989       | Blind Witness                                   | Maggie Kemlich                   | Película para televisión |
| 1990       | Sparks: The Price of Passion                    | Patricia Sparks                  | Película para televisión |
| 1991       | Don't Touch My Daughter                         | Linda                            | Película para televisión |
| 1992       | The Burden of Proof                             | Margy Allison                    | Película para televisión |
| 1992       | Seduction: Three Tales from the 'Inner Sanctum' | Patty/Sylvia/Joan/Lisa           | Película para televisión |
| 1993       | River of Rage: The Taking of Maggie Keene       | Maggie Keene                     | Película para televisión |
| 1994       | Beyond Obsession                                | Eleanor DiCarlo                  | Película para televisión |
| 1994       | Home Improvement                                | Les Thompson                     | Episodio: «Swing Time» |
| 1995       | Dancing in the Dark                             | Anna Forbes                      | Película para televisión |
| 1996       | The Abduction                                   | Kate Finley                      | Película para televisión |
| 1997       | Love in Another Town                            | Maggie Sorrell                   | Película para televisión |
| 1999       | Tracey Takes On...                              | Ella misma                       | Episodio: «Tracey Takes On... Erotica» |
| 1999       | Just Shoot Me!                                  | Roberta                          | Episodio: «Love Is in the Air» |
| 1999-2001  | Jack & Jill                                     | Sra. Cecilia Barrett             | 3 episodios |
| 1999, 2000 | Family Guy                                      | Pamela Ewing/Dra. Amanda Rebecca | Episodios: «Da Boom», «Road to Rhode Island» |
| 2000       | Providence                                      | Donna Tupperman                  | 3 episodios |
| 2000       | The Practice                                    | Courtney Hansen                  | Episodio: «Black Widows» |
| 2000-2001  | Titans                                          | Gwen Williams                    | Personaje regular, 13 episodios |
| 2004       | Dallas Reunion: The Return to Southfork         | Ella misma/Pamela Barnes Ewing   | Especial de televisión |